# Thomasgschieß
Thomasgschieß ist ein Ortsteil des bayerischen Marktes Eslarn im Landkreis Neustadt an der Waldnaab, Regierungsbezirk Oberpfalz.

## Geschichte
Der Ortsname kann auf verschiedene Ursprünge zurückgeführt werden: Auf einen herrschaftlichen Verwalter namens Thomas und die von Eslarn aus in nordwestliche Richtung hin abschüssige Lage in eine Talmulde, oder auf althochdeutsch „geses“ mit der Bedeutung „hier sein“, „hier gesessen“.
Eine dritte Deutungsvariante leitet gschiess von böhmisch kříž = Kreuz ab, das etwa krschiejsch gesprochen wird und oberpfälzisch zu gschiess verballhornt wurde.
Der Weiler ist landwirtschaftlich geprägt.

## Geographische Lage
Thomasgschieß liegt rund 2 km nordwestlich von Eslarn auf dem Südhang des 531 m hohen Steinbühls.
Durch Thomasgschieß verläuft der Nurtschweg.
Im Südwesten von Thomasgschieß zieht sich ein ausgedehntes Waldgebiet bis hin zum 750 m hohen Stangenberg.
Die Nachbarorte sind im Osten Zankeltrad,
im Süden Putzenrieth und
im Westen Bruckhof.

## Geschichte
Zum Stichtag 23. März 1913 (Osterfest) wurde Thomasgschieß als Teil der Pfarrei Eslarn mit 1 Haus und 7 Einwohnern aufgeführt.
Am 31. Dezember 1990 hatte Thomasgschieß 44 Einwohner und gehörte zur Pfarrei Eslarn.